# Ustilago avenae
Havreflygsot orsakas av Ustilago avenae som är en svampart inom fylat basidiesvampar. Den beskrevs först av Christiaan Hendrik Persoon, och fick sitt nu gällande namn av Emil Rostrup 1890. Ustilago avenae ingår i släktet Ustilago och familjen Ustilaginaceae.   Inga underarter finns listade i Catalogue of Life. Svampen leder till att det istället för friska havreax växer fram sotax med sporer. Ustilagosläktet har en monocyklisk livscykel, vilket innebär att det sker en infektion per odlingssäsong. Släktet angriper plantornas fruktämnen. Exempel på andra ustilagoarter är Ustilago maydis som infekterar majs och Ustilago nuda som infekterar korn. Ett annat namn på havreflygsot är naket sot på havre. 

## Biologi
Infektion sker på hösten via teliosporer som tar sig in i blommande grödor och hamnar innanför fröskalen, där de bildar vilmycel. Vid groning av infekterade kärnor aktiveras mycelet och bildar groddslangar (basidier), som producerar basidiosporer. Basidiosporerna är av + respektive - typ och smälter samman till ett nytt mycel. Mycelet växer in i den unga grodden och in i tillväxtpunkten. För att sotax ska bildas måste mycelet ha penetrerat koleoptil innan det första bladet tränger igenom denna. Spridning i plantan sker intercellulärt och ger inga yttre symptom fram till kärnbildningen. Vid kärnbildning växer mycelet in i kärnan och sprider sig intracellulärt. Där bildar mycelet teliosporer som blir synliga vid axgång som stora svarta klumpar. Detta förhindrar framväxten av friska havrekärnor.

## Spridning
Vind sprider vidare teliosporerna från sotaxen till friska blommande plantor på fältet. Framför allt är utsäde med vilmycel en källa till spridning. 

## Betydelse i lantbruket
Förlusterna i skördenivå blir för det mesta lika stor som antalet infekterade ax. 

## Bekämpningsåtgärder
Med införandet av kvicksilverbetning minskade förekomsten av havreflygsot drastiskt. Idag är kvicksilverbetning förbjudet och istället tillämpas värmebetning och betning med godkända kemiska preparat. På grund av svag effekt av betningsmedlen har flygsotförekomsten hos havre återigen ökat. År 2012 förekom det sällan fler än två infekterade vippor per kvadratmeter i infekterade fält.  
Genom utsädeskontroll förebyggs spridning av havreflygsot. Lantbrukare kan få utsädesprov analyserade och vid ett visst tröskelvärde betar man utsädet.

## Bildgalleri

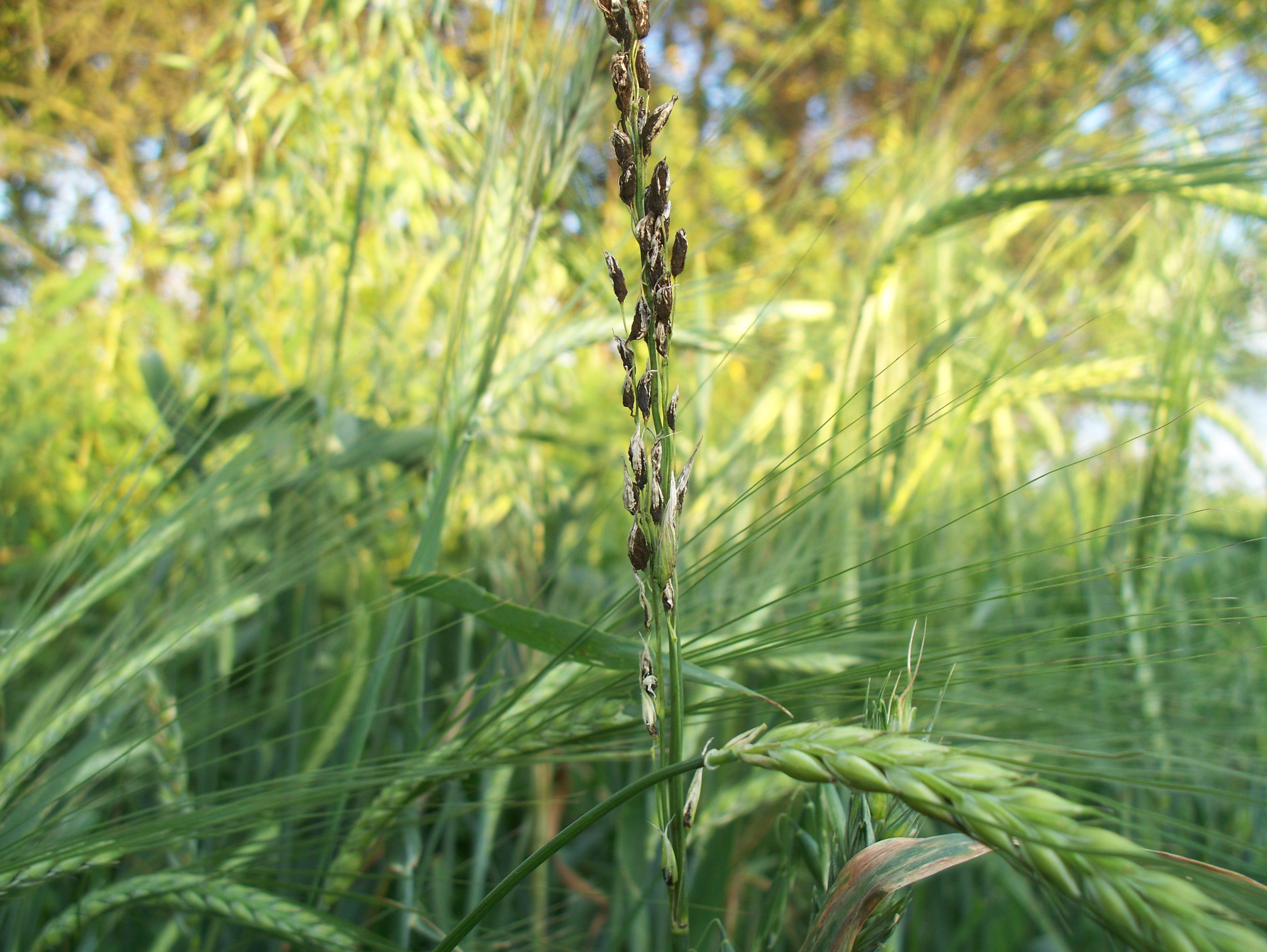